# Newport (Indiana)
Newport es un pueblo ubicado en el condado de Vermillion en el estado estadounidense de Indiana. En el Censo de 2010 tenía una población de 515 habitantes y una densidad poblacional de 229,08 personas por km².

## Geografía
Newport se encuentra ubicado en las coordenadas 39°53′3″N 87°24′26″O / 39.88417, -87.40722. Según la Oficina del Censo de los Estados Unidos, Newport tiene una superficie total de 2.25 km², de la cual 2.25 km² corresponden a tierra firme y (0%) 0 km² es agua.

## Demografía
Según el censo de 2010, había 515 personas residiendo en Newport. La densidad de población era de 229,08 hab./km². De los 515 habitantes, Newport estaba compuesto por el 99.81% blancos, el 0% eran afroamericanos, el 0% eran amerindios, el 0% eran asiáticos, el 0% eran isleños del Pacífico, el 0% eran de otras razas y el 0.19% pertenecían a dos o más razas. Del total de la población el 0% eran hispanos o latinos de cualquier raza.